# Let the Music Play (nummer van Shannon)
Let the Music Play is een nummer van de Amerikaanse zangeres Shannon. Het nummer werd geschreven door Chris Barbosa en Ed Chisolm, terwijl Barbosa samen met Liggett de productie voor zijn rekening nam. In september 1983 werd het uitgebracht als debuutsingle en tevens de leadsingle van het album Let the Music Play.

## Achtergrond
Shannon was aan het zingen in de studio toen producers Barbosa en Liggett haar hoorden en uitnodigden om mee te werken aan een nieuw nummer. Deze heette initieel Fire and Ice. De titel werd later veranderd in Let the Music Play. Volgens Shannon heeft het nummer Latijns-Amerikaanse, Cubaanse en Afrikaanse invloeden.
In 2009 werden de teksten en melodieën van Let the Music Play gesampled door Jordin Sparks in haar nummer S.O.S. (Let the Music Play). Sparks kende het nummer niet voor ze het wilde gebruiken: "Ik speelde het voor mijn moeder en zij zei: 'Oh mijn god, ik hou van dit nummer!' en ik zei: 'Waar heb je het over?' En zij zei: 'Dit is Let the Music Play van Shannon!'"
Let the Music Play werd gebruikt in de videogames Dance Central 3 en Scarface: The World Is Yours.

## Hitnoteringen en prijzen
Let the Music Play bereikte de als hoogste notering de tweede plek in de Nieuw-Zeelandse hitlijsten, waar Girls Just Want to Have Fun van Cyndi Lauper het van de eerste plek hield. In de Amerikaanse Billboard Hot 100 werd de achtste positie bereikt en werd daar de single met een oplage van 1 miljoen goud. Ook stond Shannon in de top tien van West-Duitsland. Naast de genoemde top 10 noteringen behaalde het redelijke posities in de hitlijsten in diverse Europese landen, Canada en Australië. In de Nederlandse Top 40 stond het zes weken genoteerd met een zeventiende plaats als hoogste notering.
Rolling Stone nam Let the Music Play in 2022 op in de lijst van 200 beste dance-nummers aller tijden en zette het op plek 6. Ook op de lijst van de 500 beste popnummers aller tijden van Billboard uit 2023 stond het genoteerd, op nummer 417.

### Nederlandse Top 40
| Positie: | 35 | 25 | 19 | 17 | 19 | 33 | uit |